# Bägge Sicilierna-ducat

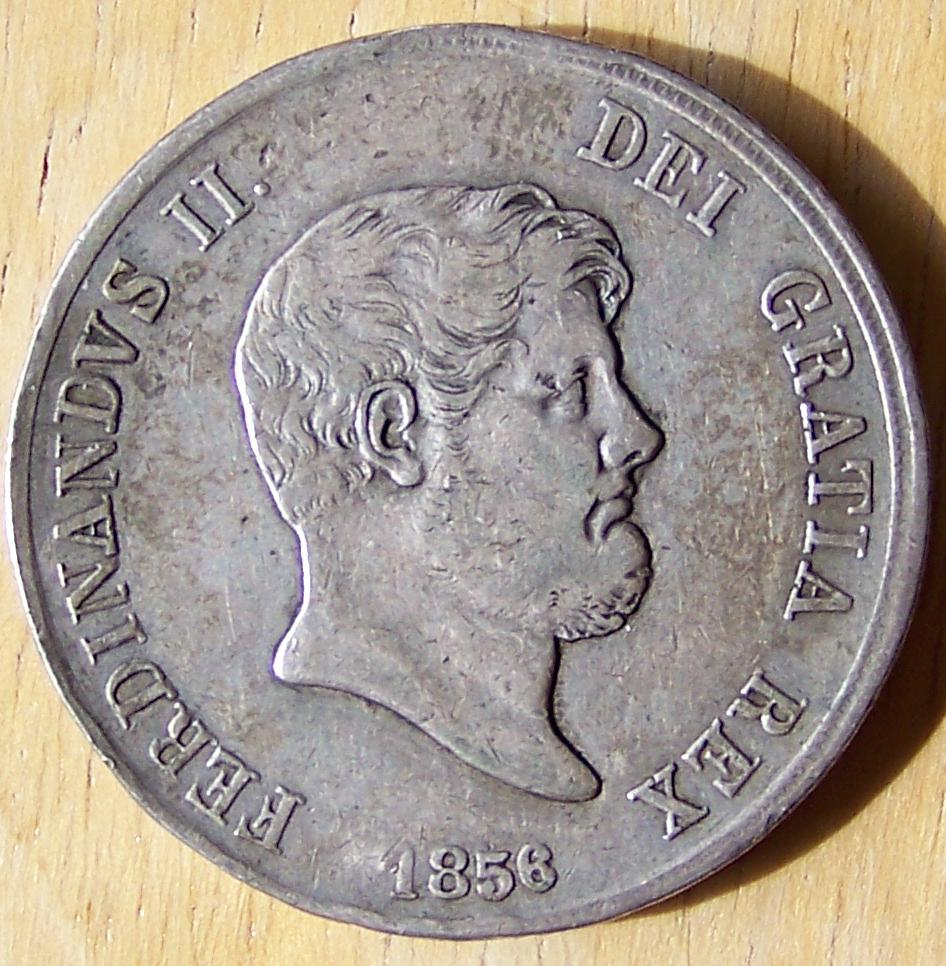
Ett mynt som pryds av Ferdinand II av Bägge Sicilierna.

Bägge Sicilierna-ducat var den valuta som användes i Bägge Sicilierna mellan 1816 och 1861. Valutan används inte längre av någon nuvarande nation.